# James Forbes
James Forbes (Bridgend, Perthshire, maio de 1773 — Woburn Abbey, Beds, 6 de julho de 1861) foi um jardineiro e botânico britânico.
Forbes foi jardineiro do Duque de  Bedfors  em Woburn Abbey. Posteriormente, foi  sócio da Sociedade Linneana de Londres em 1832. 
Sir William Jackson Hooker (1785-1865)  lhe dedicou a espécie  Oncidium forbesii da família das  Orchidaceae.

## Obras
- Salictum Woburnense (1829),
- Hortus Woburnensis (1833),
- Journal of Horticultural Tour through Germany, Belgium and Part of France in... 1835 (1837)
- Pinetum Woburnense (1839).

## Fonte
- Ray Desmond (1994). Dictionary of British and Irish Botanists and Horticulturists includins Plant Collectors, Flower Painters and Garden Designers. Taylor & Francis e Museu de História Natural (Londres).